# Nasiębąd
Nasiębąd, Nasiębud – staropolskie imię męskie, złożone z trzech członów: Na- ('wspaniały'; na w jednym ze znaczeń mogło też oznaczać "kogoś, ze względu na kogo się dzieje jakaś akcja"), się ("siebie", "sobie") i -bąd ("bądź"). Imię to mogło więc oznaczać "tego, kto żyje dzięki sobie".